# Tunnel van rue des Carmes
De tunnel van rue des Carmes is een spoortunnel in de gemeente Soumagne. De tunnel heeft een lengte van 210 meter. De dubbelsporige HSL 3 gaat door de tunnel.
De tunnel werd aangelegd volgens het cut & cover-principe om de hogesnelheidslijn maximaal te integreren in het landschap en de hoogteverschillen op de lijn beperkt te houden.